# Fresc dels boxadors d'Akrotiri
El Fresc dels boxadors d'Akrotiri, descobert el 1967, és un fresc que mostra dos xiquets que porten guants de boxa i cinyells, realitzat durant l'edat del bronze, cap al 1700-1650 abans de la nostra era. Entre el 1639 ae i 1550 ae, un desastrós terratrèmol, seguit per una forta erupció volcànica, va cobrir la ciutat d'Akrotiri amb una gruixuda capa de pedra tosca i cendra, i això va fer que es preservaren els frescos que adornaven moltes cases. Aquest fresc en particular es va descobrir a l'habitació B1 de l'edifici Beta juntament amb el <i>Fresc dels antílops</i>. Els caps rasurats deixant alguns flocs llargs indiquen la joventut dels joves, mentre el to de pell rogenc indica el seu gènere. El de la dreta està completament nu, tret del cinyell, mentre que el de l'esquerra porta joies: arracades d'or, collaret, braçalets i una turmellera amb grans blaus: un probable marcador d'un estatus superior. Les figures tenen una altura lleugerament superior al natural, amb 1,75 m. Per a crear aquests frescos vibrants, s'aplicava un suau arrebossat a les parets sobre el qual després es pintava. No se'n sap si es tracta d'una competició o simplement d'entrenament.

## Erupció volcànica
L'erupció volcànica a l'illa de Thera, ara coneguda com a Santorí, fou una de les majors erupcions dels darrers 10.000 anys, amb una gamma de 30-40 quilòmetres cúbics de roca expulsada. Una erupció d'aquesta grandària degué generar un tsunami de més de 30 metres d'altura, que va recórrer la mar Egea i delmà les poblacions costaneres. Una erupció de tal calibre provocaria un fort impacte en l'entorn i en les civilitzacions de l'àrea, sobretot la minoica. La gruixuda capa de pedra tosca i cendra volcànica que va cobrir l'illa preservà molt de la vida material d'Akrotiri durant milers d'anys. Com a resultat, moltes obres d'art minoiques, sobretot els frescos, es van conservar en fragments, i han estat reensamblats pels arqueòlegs. Aquests frescos proporcionen una visió inestimable de la vida quotidiana dels habitants de les Cíclades a mitjan segon mil·lenni ae.

## Deformitat espinal
El Fresc dels boxadors d'Akrotiri podria mostrar el primer exemple conegut de la història d'una deformitat relacionada amb l'esport. El noi de la dreta sembla sofrir espondilolistesi.

## Paper de la boxa en la societat minoica

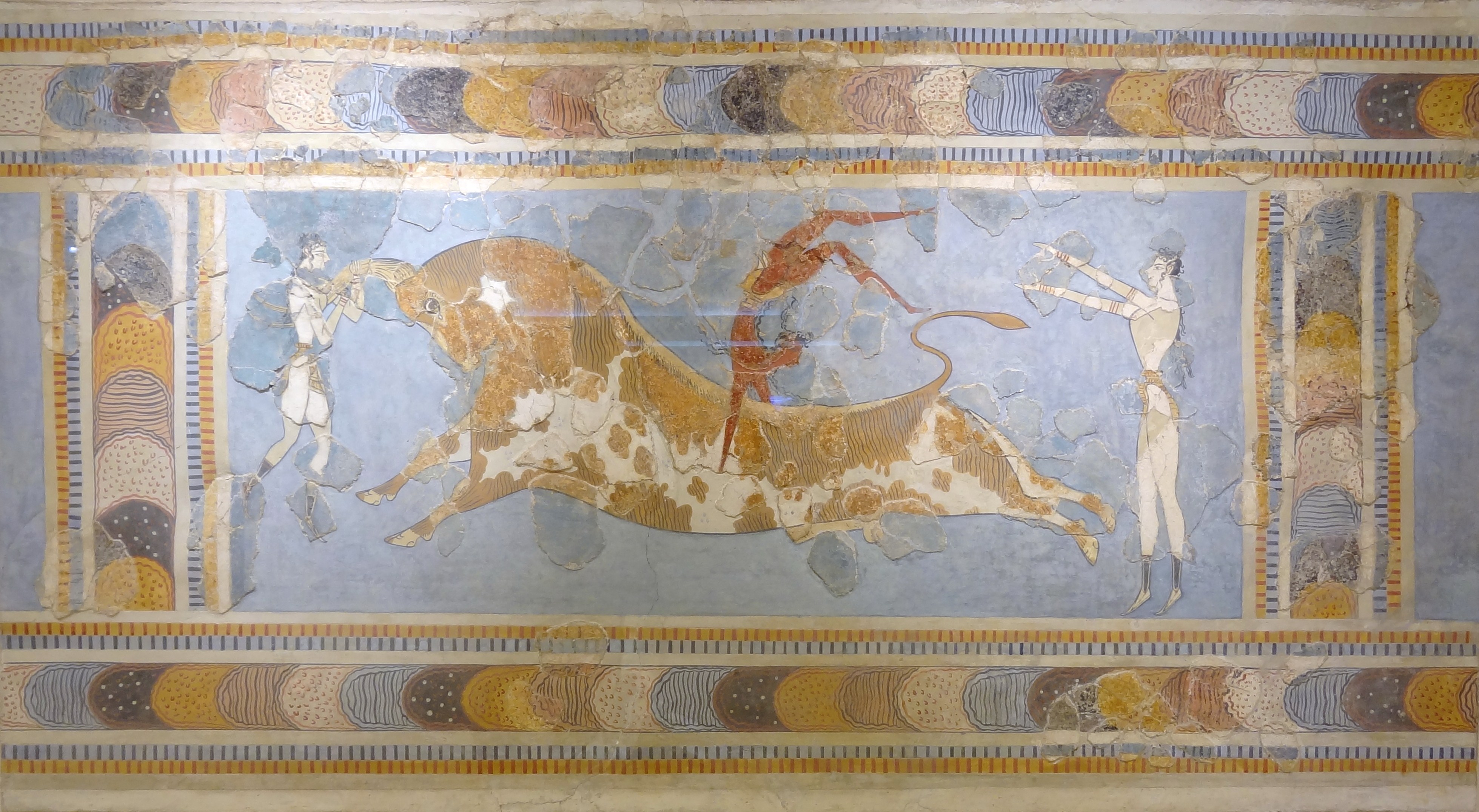
Fresc del salt del toro

Els minoics practicaven esports, com ara la lluita lliure, el salt del toro, acrobàcies, i boxa. Això es palesa en múltiples peces artístiques, que van des d'altres frescos, com el Fresc de la taurocatàpsia, a la ceràmica. La joventut de les figures en el fresc d'Akrotiri insinua que els atletes començaven a entrenar molt aviat, i els esports devien ser molt importants en la societat minoica. Fins i tot ha estat suggerit que l'atletisme tingué una funció religiosa en aquesta cultura a causa de la seua pràctica generalitzada. La joventut dels atletes en moltes peces indica que la competició atlètica podria haver estat un ritu de pas a l'edat adulta per als minoics. Tot i que existeix un gran debat acadèmic sobre si els guants que duen els xiquets estaven destinats a proporcionar protecció als ossos de la mà o per a augmentar la quantitat de mal causat a l'adversari, és clar que amb l'excepció de guants, joies, i cinyells, els competidors usaven el menys possible. A causa de la simplicitat de l'esport, és molt possible que la boxa es creàs com a mitjà per a resoldre disputes i finalment evolucionàs a una competició atlètica.

## Com es van fer els frescos
Per a aconseguir una coloració tan vibrant,  hi ha diverses tècniques possibles. En el fresc humit -famós en l'art del Renaixement- una base de guix o arrebossat s'aplica a les parets i després es pinta al damunt mentre encara és humida. En l'art minoic, els frescos sovint es feren amb una altra tècnica, coneguda com a fresc sec. Després que el guix i la pintura s'assequessen, a voltes s'utilitzava més pintura per a afegir-hi detalls, i s'aplicava amb un agent aglutinant. Alguns frescos es crearen sencers amb aquesta tècnica. Els colors més comuns usats en els frescos antics eren verds, blaus, grocs, blancs, vermells, i negres, tots derivats de minerals i més tard fixats amb material orgànic. Els patrons geomètrics indiquen l'ús d'eines mecàniques per a millorar l'exactitud dels dissenys, així com un sistema de quadrícula per a la proporcionalitat. Com és comú en altres formes de l'art grec arcaic com la ceràmica, la pell dels hòmens se sol pintar rogenca, mentre les dones són presentades amb pell blanca. En el Fresc dels boxadors, el color de pell dels xics indica el seu gènere mentre els caps parcialment afaitats indiquen que són encara xiquets.